# Dorcadion
Dorcadion ist eine Gattung der Bockkäfer aus der Unterfamilie der Weberböcke (Lamiinae). Untypisch für Bockkäfer, entwickeln sich die Larven nicht in lebendem oder totem Holz, sondern im Erdboden, wo sie an Wurzeln fressen. Sie werden daher, gemeinsam mit einer Reihe verwandter Gattungen der Tribus  Dorcadionini (alternativ Dorcadiini  genannt) als „Erdböcke“ oder „Grasböcke“ bezeichnet. Dorcadion gehört zu den artenreichsten Gattungen der Bockkäfer.

## Merkmale
Dorcadion-Arten sind mittelgroße, gedrungen gebaute Bockkäfer, mit kräftigen Beinen und Antennen. Der Kopf ist relativ groß und etwas nach vorn geneigt, mit keiner deutlichen Membran zwischen Labrum und Clypeus (Unterscheidungsmerkmal zu Neodorcadion). Die Fühler sind im Verhältnis zu anderen Bockkäfern eher kurz, aber kräftig, ihr erstes Glied meist länger als das dritte, ausnahmsweise aber manchmal auch kürzer, das dritte bis fünfte Glied vorn (apikal) oft etwas verdickt. Das erste Glied besitzt keinen Querkiel und nicht die dadurch abgegrenzte, halbmondförmige Fläche zahlreicher anderer Weberböcke. Die Komplexaugen sind relativ schmal, stark nierenförmig ausgerandet, mit kleinen Facetten. Das Pronotum ist quadratisch oder breiter als lang, es trägt auf jeder Seite einen markanten spitzen Höcker oder Tuberkel. Die Flügeldecken (Elytren) sind an der Flügeldeckennaht miteinander verwachsen, Hinterflügel sind zu schuppenförmigen Rudimenten verkürzt, die Käfer sind daher nicht flugfähig. Die Elytren sind an den Seiten mehr oder weniger abgerundet (nicht wie bei vielen anderen Weberböcken nach hinten gerade verschmälert), ihre Basis bedeckt nicht die Basis des Pronotum und ist nur wenig breiter als diese. Die Elytren sind bei fast allen Arten teilweise bedeckt von einer feinen, dichten Pubeszenz (tomentiert) und dadurch teilweise matt, oft mit glänzenden Längsstreifen, außerdem tragen sie zahlreiche aufrechte Haarborsten.
Dorcadion ist sehr ähnlich zu den anderen Vertretern der Dorcadiini, deren Gattungen größtenteils früher als Untergattungen aufgefasst worden waren (Neodorcadion Ganglbauer, 1884, Iberodorcadion Breuning, 1943, Eodorcadion Breuning, 1947, Politodorcadion Danilevsky, 1996).

## Verbreitung und Lebensraum
Die Gattung Dorcadion ist paläarktisch verbreitet. Alle Arten leben in steppenartigen Habitaten, von Südosteuropa über Kleinasien, West und Zentral- bis Ostasien, wenige Arten nach Mitteleuropa und das westlichere Südeuropa ausstrahlend. Die meisten der zahlreichen Arten besitzen nur ein kleines Verbreitungsgebiet, sie sind oft Lokal-Endemiten einzelner Gebirge oder Landschaften, bei den häufigeren Arten lassen sich zudem oft mehrere lokal verbreitete Unterarten unterscheiden. Das Verbreitungszentrum der Gattung liegt in der Türkei, wo allein 192 Arten leben. Nach Mitteleuropa dringen nur wenige Arten vor, die hier selten in besonders warmtrockenen (xerothermen) Habitaten leben.
Alle Arten gelten als wurzelfressend im Larvenstadium. Über Spezialisierungen, etwa auf bestimmte Pflanzenarten, ist nichts bekannt. Wenige Arten wurden bei der Eiablage an Gräsern beobachtet oder, es wurden Larven an Graswurzeln fressend gefunden. Die Imagines fressen an verschiedenen Pflanzen, meist Gräsern. Sie sollen angeblich sogar früher an Zuckerrübenfeldern Schäden verursacht haben. Die Larven leben frei im Boden, in etwa 5 bis 15 Zentimeter Tiefe. Die Entwicklung ist zweijährig. Die Käfer metamorphisieren im Herbst und überwintern in den Puppenwiegen.

## Phylogenie, Taxonomie, Systematik
Mit etwa 400 Arten gehört Dorcadion zu den fünf artenreichsten Gattungen der Bockkäfer (etwas mehr als ein Prozent von deren Gesamtartenzahl). Dabei ist allerdings zu beachten, dass einige Käfersystematiker die Untergattungen von Dorcadion nun als eigenständige Gattungen auffassen, wodurch sich die Artenzahl stark vermindern würde.
Die Taxonomie der Gattung war lange Zeit verworren. Es wurden zahlreiche Arten und Unterarten beschrieben, in einigen Fällen wohl von Sammlern und Händlern, die ihre neu beschriebenen Formen gleich anderen Sammlern zum Kauf anboten. Eine erste Revision durch den österreichischen Coleopterologen und Lamiinae-Experten Stefan von Breuning 1962 genügt den heutigen Anforderungen nicht mehr. Der russische Forscher Mikhail L. Danilevsky hat, gestützt auf die Struktur des Endophallus des Aedeagus 2004 eine Revision der Untergattungen vorgelegt, die weithin akzeptiert worden ist. Geringfügige Modifikationen wurden daran durch Özdikmen und Kaya 2015 vorgenommen.
Untergattungen:
- Dorcadion Dalman, 1817 s. str.
- Anatolodorcadion Özdikmen and Kaya, 2015
- Carinatodorcadion Breuning, 1943
- Cribridorcadion Pic 1901
- Fusodorcadion Özdikmen and Kaya, 2015
- Maculatodorcadion Breuning, 1942
- Megalodorcadion Pesarini and Sabbadini, 1998

Nach einer genetischen Untersuchung ist die Gattung Dorcadion näher mit der Gattung Lamia (mit dem Weberbock Lamia textor) verwandt als mit Neodorcadion.

## Arten in Mitteleuropa

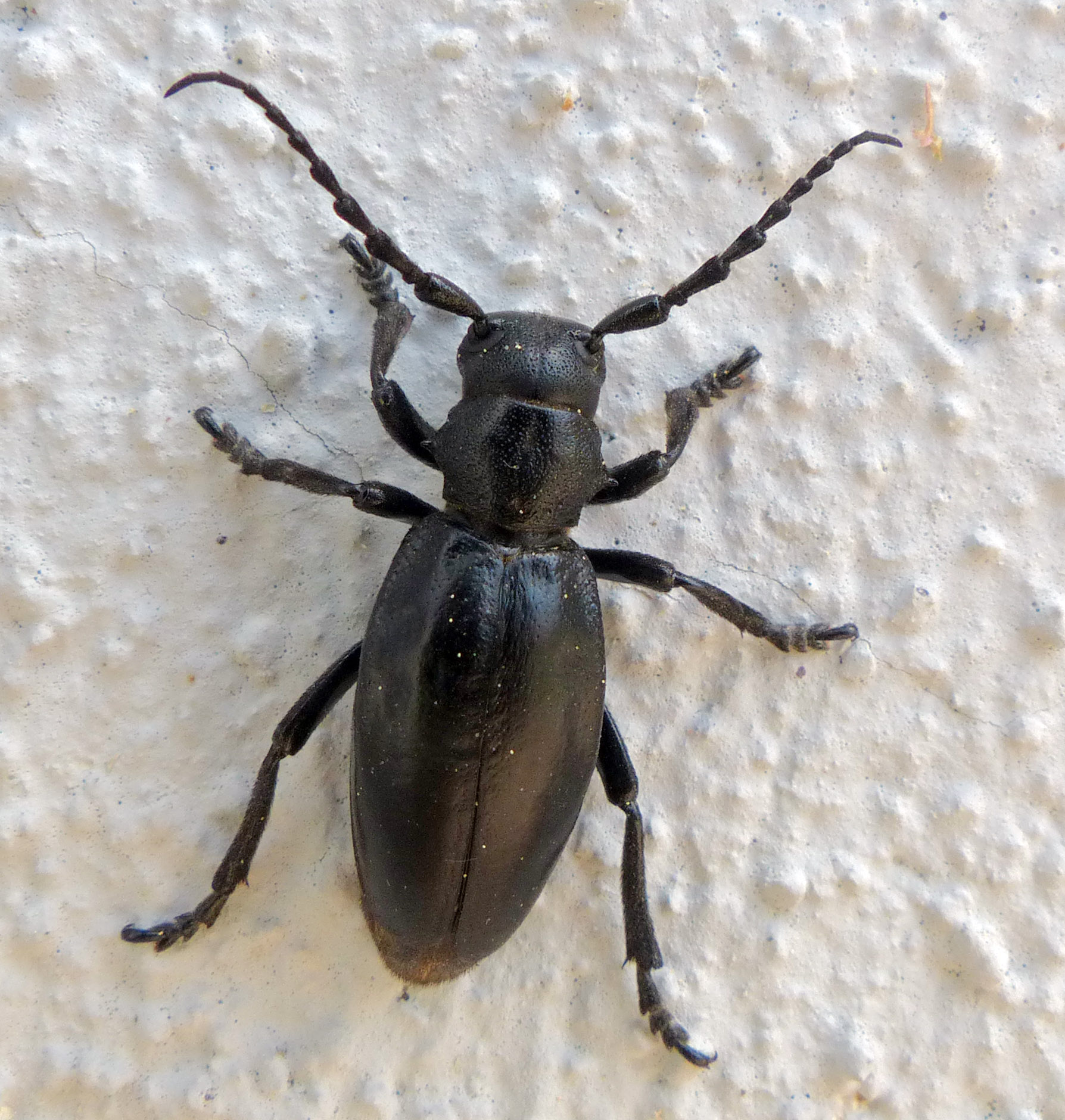
Dorcadion (Carinatodorcadion) aethiops

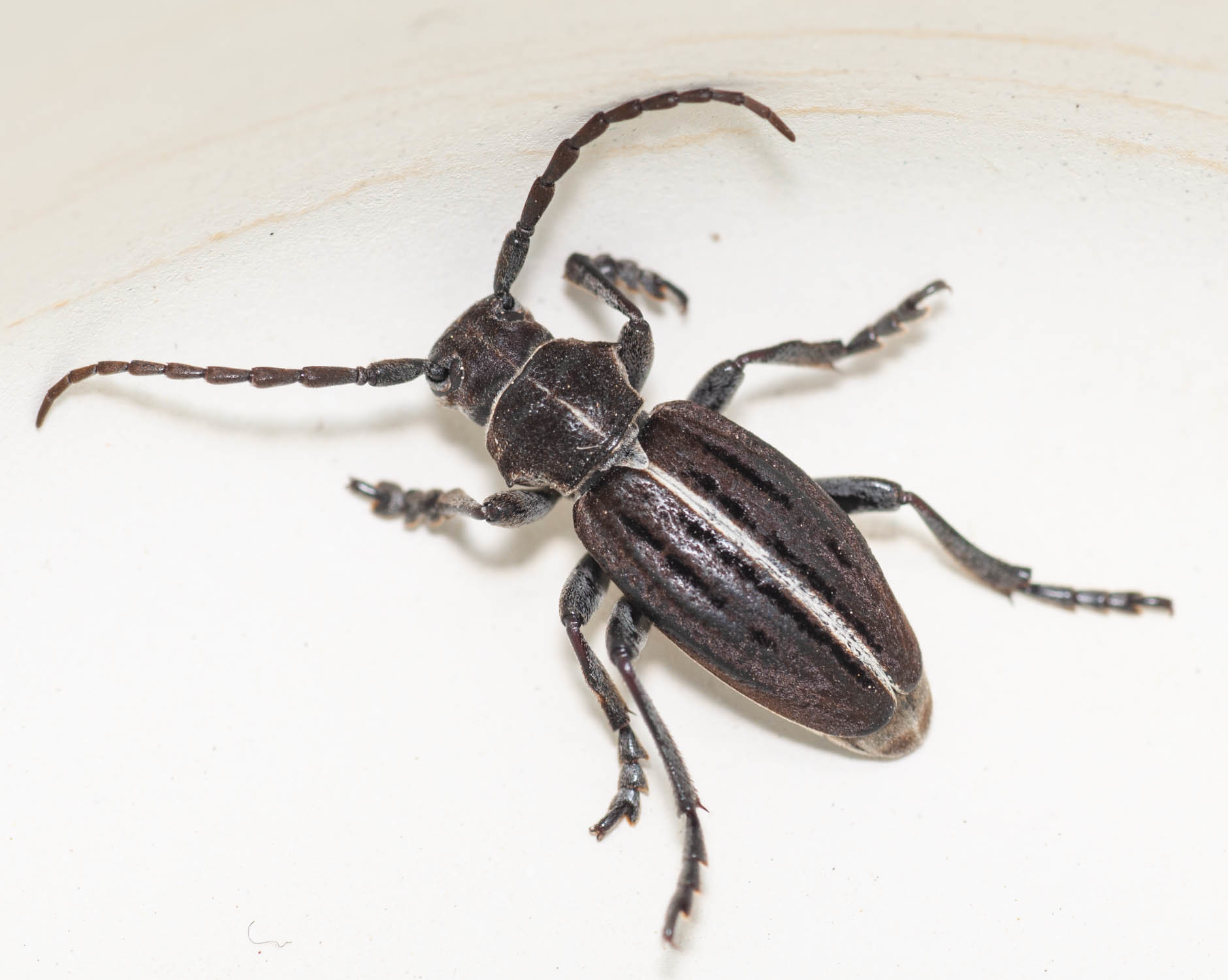
Dorcadion (Cribridorcadion) holosericeum

Die Gattung fehlt in Deutschland und in der Schweiz.
In Mitteleuropa kommen die folgenden Arten vor:
Untergattung Carinatodorcadion (syn. Dorcadodium)
- Dorcadion aethiops (Scopoli, 1763). In Mitteleuropa Ungarn, Tschechien, Slowakei, Österreich (Niederösterreich, Burgenland, Steiermark). Außerdem Ost- und Südosteuropa.
- Dorcadion fulvum (Scopoli, 1763) Braunroter Erdbock. In Mitteleuropa von Österreich (Burgenland und Niederösterreich[3]) über Tschechien bis Polen. Außerdem auf dem Balkan und in Osteuropa bis zum Dnjepr. Es werden vier Unterarten unterschieden[13], darunter die subsp. cervae Frivaldsky, 1892, die einige Autoren als eigenständige Art aufgefasst haben.

Untergattung Cribridorcadion  (syn. Pedestredorcadion)
- Dorcadion arenarium (Scopoli, 1763). Südosteuropa bis Österreich, Italien, Südfrankreich.[3] elf Unterarten.
- Dorcadion decipiens Germar, 1824. Von Südosteuropa bis zur Slowakei
- Dorcadion equestre (Laxmann, 1770). Osteuropa, westlich bis Polen
- Dorcadion holosericeum Krynicki, 1832. Süd-Russland, Ukraine, Polen, Slowakei und Ungarn (hier fraglich)
- Dorcadion pedestre (Poda, 1761), Rotbeiniger Erdbock. östliches Österreich (Steiermark, Burgenland, Niederösterreich), Tschechien, Slowakei.[3]
- Dorcadion scopolii (Herbst, 1784) Südosteuropa, Ungarn, Polen, Tschechien (ausgestorben), Slowakei, Österreich